# Новосельский сельсовет (Дагестан)
Новосельский сельсовет  — административно-территориальная единица и муниципальное образование со статусом сельского поселения в Хасавюртовском районе Дагестана Российской Федерации.
Административный центр — село Новосельское.

## Населённые пункты
На территории сельсовета находятся населённые пункты:
1. село Новосельское
2. село Кемсиюрт

## Население
| 2002  | 2010  | 2012  | 2013  | 2014  | 2015  | 2016  |
| ----- | ----- | ----- | ----- | ----- | ----- | ----- |
| 3480  | ↗3511 | ↗3609 | ↗3723 | ↗3810 | ↗3872 | ↗3981 |
| 2017  | 2018  | 2019  | 2020  | 2021  | 2023  | 2024  |
| ↗4045 | ↗4119 | ↗4179 | ↗4264 | ↘3922 | ↗3990 | ↗4029 |
| 2025  |       |       |       |       |       |       |
| ↗4103 |       |       |       |       |       |       |

В 2010 году в сельском поселении проживало 3511 человек (2,5 % населения района).